# ابراهیم یکن
ابراهیم یکن (انگلیسی: Ibrahim Yakan؛ زادهٔ ۱۹۰۰ - درگذشته نامشخص) بازیکن فوتبال اهل مصر بود.
وی همچنین در تیم ملی فوتبال مصر بازی کرده‌است.